# Microwave Observing Program
Pour les articles homonymes, voir MOB.
Microwave Observing Program est un programme des années 1980 du NASA Ames Research Center et du Jet Propulsion Laboratory du projet SETI portant sur la détection de signaux micro-ondes grâce à l'aide de radiotélescopes en scrutant un millier de sources stellaires situé à moins de 80 années-lumière du système solaire. 
En janvier 1991, neuf scientifiques étaient sélectionnés pour ce programme qui utilise le radiotélescope d'Arecibo qui devait durer dix ans.
Dénommé depuis 1992 High Resolution Microwave Survey (HRMS). Il a commencé à fonctionner le 12 octobre 1992 et a été annulé par le Congrès des États-Unis un an plus tard. 
L'Institut SETI, dont les scientifiques et les ingénieurs formaient le noyau de l'équipe de recherche, ont collecté des fonds privés (environ 27 millions de dollars sur onze ans) pour poursuivre cette recherche en tant que projet Phoenix. Celui-ci a observé 800 étoiles se situant dans un rayon de 80 parsecs de la Terre.